# Benoît De Puydt-museum
Het Benoît De Puydt-museum (Frans: Musée Benoît-De-Puydt) is een museum in de tot het Noorderdepartement behorende stad Belle, gelegen aan de Rue du Musée 24.

## Geschiedenis
Het museum werd in 1859 opgericht dankzij een legaat van Benoît De Puydt, die griffier en verzamelaar was. Het museum werd tijdens de Eerste Wereldoorlog beschadigd. Het werd herbouwd in Vlaamse neorenaissancestijl, naar ontwerp van Maurice Dupire. De eerste verdieping van het gebouw is aan de verzameling De Puydt gewijd.

## Verzameling
De collectie-De Puydt is veelzijdig en lijkt enigszins op een curiositeitenkabinet. Deze omvat een porseleinverzameling, 17e- en 18e-eeuws meubilair, faience, wandtapijten, kantwerk, houtsnijwerk en schilderkunst uit de Vlaamse, de Spaanse en de Franse School. Ook is er een zaal gewijd aan de Vlaamse folklore.